# Phaeolita rurigena
Phaeolita rurigena är en fjärilsart som beskrevs av Augustus Radcliffe Grote 1873. Phaeolita rurigena ingår i släktet Phaeolita och familjen nattflyn. Inga underarter finns listade i Catalogue of Life.